# Kabinet-Berlusconi I
Het kabinet-Berlusconi I werd op 10 mei 1994 gevormd, na de overwinning van de Polo delle Libertà en de Polo del Buon Governo bij de verkiezingen van 1994. De Polo delle Libertà was vertegenwoordigd in het noorden, en de Polo del Buon Governo in het zuiden. Het duurde maar acht maanden, tot coalitiepartner Lega Nord de coalitie liet vallen op 22 december 1994. De regering bestond uit 64 personen. Er waren 26 ministers en 38 onderministers en staatssecretarissen. Op 17 januari 1995 trad de regering-Dini aan.
De partijen die deel uitmaakten van de coalitieregering (Huis van de Vrijheden) zijn:
- Forza Italia (FI)
- Alleanza Nazionale (AN)
- Fondazione Liberaldemocratica (FLD)
- Unione di Centro (UdC)
- Centrum Christendemocraten (CCD)
- Lega Nord (LN)

Daarnaast maakten 3 partijloze ("technocratische") ministers deel uit van het kabinet.

## Kabinet–Berlusconi I (1994–1995)
| Ambtsbekleder                   | Ambtsbekleder        | Ambtsbekleder                    | Functie                                                                    | Ambtstermijn | Ambtstermijn    | Partij |
| ------------------------------- | -------------------- | -------------------------------- | -------------------------------------------------------------------------- | ------------ | --------------- | ------ |
|                                 | Silvio Berlusconi    | Silvio Berlusconi (1936–2023)    | Premier                                                                    | 10 mei 1994  | 17 januari 1995 | FI     |
|                                 | Roberto Maroni       | Roberto Maroni (1955–2022)       | Vicepremier                                                                | 10 mei 1994  | 17 januari 1995 | LN     |
| Minister van Binnenlandse Zaken | Roberto Maroni       | Roberto Maroni (1955–2022)       |                                                                            | 10 mei 1994  | 17 januari 1995 | LN     |
|                                 | Giuseppe Tatarella   | Giuseppe Tatarella (1935–1999)   | Vicepremier                                                                | 10 mei 1994  | 17 januari 1995 | AN     |
| Minister van Communicatie       | Giuseppe Tatarella   | Giuseppe Tatarella (1935–1999)   |                                                                            | 10 mei 1994  | 17 januari 1995 | AN     |
|                                 | Gianni Letta         | Gianni Letta (1935)              | Secretaris- generaal                                                       | 10 mei 1994  | 17 januari 1995 | FI     |
|                                 | Antonio Martino      | Antonio Martino (1942–2022)      | Minister van Buitenlandse Zaken                                            | 10 mei 1994  | 17 januari 1995 | FI     |
|                                 | Giulio Tremonti      | Giulio Tremonti (1947)           | Minister van Financiën                                                     | 10 mei 1994  | 17 januari 1995 | FI     |
|                                 | Lamberto Dini        | Lamberto Dini (1931)             | Minister van de Schatkist                                                  | 10 mei 1994  | 17 januari 1995 | O      |
|                                 | Giancarlo Pagliarini | Giancarlo Pagliarini (1942)      | Minister van de Begroting                                                  | 10 mei 1994  | 17 januari 1995 | LN     |
|                                 | Alfredo Biondi       | Alfredo Biondi (1928–2020)       | Minister van Justitie                                                      | 10 mei 1994  | 17 januari 1995 | UDC    |
|                                 | Vito Gnutti          | Vito Gnutti (1939–2008)          | Minister van Economische Zaken                                             | 10 mei 1994  | 17 januari 1995 | LN     |
|                                 | Cesare Previti       | Cesare Previti (1934)            | Minister van Defensie                                                      | 10 mei 1994  | 17 januari 1995 | FI     |
|                                 | Raffaele Costa       | Raffaele Costa (1936)            | Minister van Volksgezondheid                                               | 10 mei 1994  | 17 januari 1995 | UDC    |
|                                 | Clemente Mastella    | Clemente Mastella (1947)         | Minister van Arbeid en Sociale Zaken                                       | 10 mei 1994  | 17 januari 1995 | CCD    |
|                                 | Francesco D'Onofrio  | Francesco D'Onofrio (1939)       | Minister van Onderwijs                                                     | 10 mei 1994  | 17 januari 1995 | CCD    |
|                                 | Publio Fiori         | Publio Fiori (1938–2024)         | Minister van Transport                                                     | 10 mei 1994  | 17 januari 1995 | AN     |
|                                 | Roberto Maria Radice | Roberto Maria Radice (1938–2012) | Minister van Infrastructuur                                                | 10 mei 1994  | 17 januari 1995 | FI     |
|                                 | Adriana Poli Bortone | Adriana Poli Bortone (1943)      | Minister van Landbouw                                                      | 10 mei 1994  | 17 januari 1995 | AN     |
|                                 | Altero Matteoli      | Altero Matteoli (1940–2017)      | Minister van Milieu                                                        | 10 mei 1994  | 17 januari 1995 | AN     |
|                                 | Domenico Fisichella  | Domenico Fisichella (1935)       | Minister van Cultuur                                                       | 10 mei 1994  | 17 januari 1995 | AN     |
|                                 |                      | Giuliano Ferrara (1952)          | Minister voor Parlementaire Betrekkingen                                   | 10 mei 1994  | 17 januari 1995 | FI     |
|                                 | Giuliano Urbani      | Giuliano Urbani (1937)           | Minister voor Publieke Diensten                                            | 10 mei 1994  | 17 januari 1995 | FI     |
| Minister voor Regionale Zaken   | Giuliano Urbani      | Giuliano Urbani (1937)           |                                                                            | 10 mei 1994  | 17 januari 1995 | FI     |
|                                 | Giorgio Bernini      | Giorgio Bernini (1928–2020)      | Minister voor Buitenlandse Handel                                          | 10 mei 1994  | 17 januari 1995 | FI     |
|                                 | Domenico Comino      | Domenico Comino (1955)           | Minister voor Europese Zaken                                               | 10 mei 1994  | 17 januari 1995 | LN     |
|                                 | Francesco Speroni    | Francesco Speroni (1946)         | Minister voor Bestuurlijke Vernieuwing                                     | 10 mei 1994  | 17 januari 1995 | LN     |
|                                 | Stefano Podestà      | Stefano Podestà (1939)           | Minister voor Hoger Onderwijs, Wetenschap en Technologische Ontwikkelingen | 10 mei 1994  | 17 januari 1995 | FI     |
|                                 | Antonio Guidi        | Antonio Guidi (1945)             | Minister voor Welzijn en Familiezaken                                      | 10 mei 1994  | 17 januari 1995 | FI     |
|                                 |                      | Sergio Berlinguer (1934–2021)    | Minister voor Diaspora                                                     | 10 mei 1994  | 17 januari 1995 | O      |

De Gasperi II · De Gasperi III · De Gasperi IV · De Gasperi V · De Gasperi VI · De Gasperi VII · De Gasperi VIII · Pella · Fanfani I · Scelba · Segni I · Zoli · Fanfani II · Segni II · Tambroni · Fanfani III · Fanfani IV · Leone I · Moro I · Moro II · Moro III · Leone II · Rumor I · Rumor II · Rumor III · Colombo · Andreotti I · Andreotti II · Rumor IV · Rumor V · Moro IV · Moro V · Andreotti III · Andreotti IV · Andreotti V · Cossiga I · Cossiga II · Forlani · Spadolini I · Spadolini II · Fanfani V · Craxi I · Craxi II · Fanfani VI · Goria · De Mita · Andreotti VI · Andreotti VII · Amato I · Ciampi · Berlusconi I · Dini · Prodi I · D'Alema I · D'Alema II · Amato II · Berlusconi II · Berlusconi III · Prodi II · Berlusconi IV · Monti · Letta · Renzi · Gentiloni · Conte I · Conte II · Draghi · Meloni